# Martina Straten
Martina Straten (* 26. November 1967 in Düsseldorf) ist eine deutsche Germanistin, die als Journalistin, Moderatorin und Schriftstellerin tätig ist. Nach 10 Jahren in Luxemburg beim Sender RTL arbeitet sie seit 2003 in Saarbrücken bei Radio Salü. Sie moderiert seit ein paar Jahren die Martina-Straten-Show und schreibt auch Kriminalromane.

## Biografie
Martina Straten wurde in Düsseldorf geboren und zog im Alter von acht Jahren mit ihren Eltern nach Nettetal. Nach dem Abitur studierte Straten in Aachen Germanistik und Kunstgeschichte, da sie Journalistin werden wollte. Schon während des Studiums sammelte sie erste Erfahrungen bei verschiedenen Rundfunksendern. Ihr Volontariat absolvierte Straten bei dem Radiosender RTL. Dort war sie  bis 2003 tätig, bevor sie nach Saarbrücken zu Radio Salü wechselte. In der von ihr moderierten Martina-Straten-Show stellt sie jede Woche neue Bücher vor und interviewt auch Autoren. Inzwischen hat sie selbst drei Kriminalromane geschrieben.
2012 hat Straten den Verein Feenkinder gegründet, der Schwangeren in Not hilft.
Straten ist verheiratet, hat eine Tochter und wohnt in Reinsfeld im Hunsrück.

## Publikationen
- Weiss, weiss, Totenkreis. Independently published, 2018, ISBN 978-1-79063-681-5.
- Blau, blau, tot die Frau. Independently published, 2019, ISBN 978-1-08-893628-3.
- Blutmariechen. Lillu Verlag, 2020, ISBN 978-3-9822250-1-2.
- Grün, Grün, Totenblühen. Independently published, 2021, ISBN 978-3-9822250-3-6.
- Das Dorf der toten Kinder. Independently published, 2022, ISBN 978-3-9822250-4-3
- Wolfsmädchens Wald. Independently published, 2023, ISBN 978-3-9822250-5-0
- Das Studio: Es wird dich töten. Lillu Verlag, 2024, ISBN 978-3-9822250-6-7